# Corrado Barbagallo
Corrado Barbagallo (* 1. Dezember 1877 in Sciacca; † 16. April 1952 in Turin) war ein italienischer Historiker, der sich zunächst mit der antiken Wirtschaftsgeschichte auseinandersetzte, sich jedoch im Laufe des Ersten Weltkriegs zunehmend mit der jüngsten Geschichte befasste.

## Leben
Corrado Barbagallo studierte in Florenz, wo er sich spätestens ab 1899 in einer schmalen Publikation mit dem Historischen Materialismus auseinandersetzte. Er lehrte von 1926 bis 1927 Wirtschaftsgeschichte an der Universität Catania, dann bis 1947 an der Universität Neapel und danach an der Universität Turin. 1917 gründete er die Nuova Rivista Storica, die er bis zu seinem Todesjahr leitete. Wegen der rassistischen Gesetzgebung des Mussolini-Regimes musste Gino Luzzatto die Herausgebergruppe verlassen. 1952, nach dem Tod Barbagallos, bestand die Gruppe aus Gino Luzzatto, Piero Pieri, Guido Porzio und Ettore Rota.
Seine früheren Arbeiten befassten sich mit der antiken Wirtschaftsgeschichte. So erschien 1905 seine Arbeit La fine della Grecia antica, zwei Jahre später sein Contributo alla storia economica dell’antichità. 1912 publizierte er eine Arbeit über den römischen Kaiser Julianus Apostata.
Insbesondere nach dem Ersten Weltkrieg setzte er sich mit der jüngeren Geschichte auseinander, etwa dem Ausbruch des Krieges, aber auch der Industrialisierungsgeschichte. Von 1931 bis 1938 verfasste er seine Storia Universale in fünf Bänden, die von 1951 bis 1954 eine zweite Auflage erfuhr. 1937 setzte er sich mit dem Äthiopienkrieg auseinander, der von Oktober 1935 bis Mai 1936 stattgefunden hatte, dann mit der Sowjetunion, schließlich mit dem britischen Kolonialismus in Indien. In den Nachkriegsjahren publizierte er unter anderem über den Faschismus und die Situation Süditaliens.

## Publikationen (Auswahl)
- La fine della Grecia antica, Laterza, Bari 1905.
- Contributo alla storia economica dell’antichità, Loescher, Rom 1907 (Beitrag zur antiken Wirtschaftsgeschichte).
- Lo Stato e l’istruzione pubblica nell’impero romano, Battiato, Catania 1911 (Digitalisat)
- Giuliano l’Apostata, Formiggini, Genua 1912 (Kaiser Julian).
- Come si scatenò la guerra mondiale, Albrighi, Segati e c., Mailand 1923 (zum Ausbruch des ersten Weltkriegs).
- Il problema delle origini di Roma. Da Vico a noi, Unitas, Mailand 1926, Rom 1970 (Digitalisat, PDF).
- Le origini della grande industria contemporanea, 1750–1850. Saggio di storia economico-sociale, 2 Bände, La Nuova Italia, Venedig 1929–1930 (Ursprung der Industrialisierung in Italien).
- Storia Universale, 5 Bände, Utet, Turin 1931–1938 (Weltgeschichte).
- La conquista dell’impero. La guerra italo-etiopica (ottobre 1935–maggio 1936), Albrighi, Segati e c., Mailand 1937 (Abessinienkrieg, 16 S.).
- L’oro e il fuoco. Capitale e lavoro attraverso i secoli, Corbaccio, Mailand 1938 (Geschichte von Kapital und Arbeit).
- La Russia comunista, 1917–1939, Mario Fiorentino, Neapel 1944 (Sowjetunion).
- Inghilterra ed India, Macchiaroli, Neapel 1945 (Britannien und Indien).
- Il Medioevo (476–1454), Utet, Turin 1945 (Mittelalterdarstellung auf über 1200 S.).
- Lettere a John. Che cosa fu il fascismo, Mario Fiorentino, Neapel 1946 (Was war der Faschismus).
- La questione meridionale, Garzanti, Rom 1946 (zu Süditalien).